# Aichi Kokuki
Pour les articles homonymes, voir Aichi (homonymie).
Aichi Kokuki KK (愛知航空機株式会社, Aichi kōkūki kabushiki kaisha, litt. Société des avions Aichi) est un constructeur aéronautique japonais disparu qui a produit surtout des avions pour la marine impériale japonaise durant la Seconde Guerre mondiale.

## Histoire
C’est en 1898 qu’a été fondée à Nagoya la société Aichi Tokei Denki Seizo Co. Ltd (Entreprise de Fabrication de Montres et Équipements Électriques Aichi). Un département aéronautique fut créé en 1920 avec l’assistance du constructeur allemand Heinkel, dont on retrouve l’influence sur les premières productions de la firme. Deux usines furent ouvertes dans la région de Nagoya, Funakata et Eiyoku pour la construction de cellules, tandis qu’à Atsuta étaient produits à partir de 1927 des moteurs d’avion, dont le Daimler-Benz DB 601, construit sous licence comme Aichi Atsuta 31.
En 1943, la division aéronautique d’Aichi fut transformée en Aichi Kokuki Co., Ltd (Société des Avions Aichi). La région de Nagoya étant menacée par les bombardements alliés, la production de cellules fut transférée fin 1944 à Ogaki, mais aussi dans l’usine souterraine de Seto, à la périphérie est de Nagoya, tandis que la production de moteurs était délocalisée sur la base aéronavale de Tsu et une usine souterraine attenante.
Considérée comme le quatrième constructeur aéronautique japonais durant la seconde guerre mondiale, Aichi a produit 3 627 avions entre 1941 et 1945, dont 3 611 avions de combat, et 1 783 moteurs.
Dissoute à la fin de la guerre, cette entreprise est réapparue sous la forme d’Aichi Machine Industry Co., Ltd, qui produit en sous-traitance pour le constructeur automobile Nissan des pièces de voiture et des camions légers.

## Les avions construits chez Aichi

Plans de l'Aichi D3A1

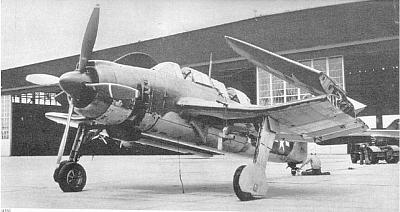
Aichi B7A2

### Désignations usine
- AB-2 : Biplan biplace.
- AB-3 : Hydravion de reconnaissance à flotteurs, moteur Jimpu de 150 ch.
- AB-4 : Hydravion de reconnaissance de nuit à coque, moteur Napier Lion de 450 ch. 6 exemplaires construits en 1932.
- AB-5 : Dérivé du Heinkel HD 62 (en).
- AB-6 : Appareil de reconnaissance dérivé du Heinkel HD 62 (en).
- AB-7 : Biplan de reconnaissance à flotteurs.
- AB-9 : Voir Aichi D1A (D1A1).
- AB-10 : Voir Aichi D1A (D1A1).
- AB-11 : Bombardier en piqué biplan à train escamotable. 1 prototype construit.
- AB-12 : Voir Aichi E10A.
- AB-13 : Applareil d’observation.
- AB-14 : Voir Aichi E11A.
- AM-7 : Monoplan expérimental à flotteurs.
- AM-10 : Hydravion à flotteurs.
- AM-15 : Monoplace de chasse.
- AM-16 : Hydravion à coque, monoplan à aile haute.
- AM-17 : Voir Aichi D3A.
- AM-19 : Voir Aichi E13A.
- AM-21 : Voir Aichi H9A.
- AM-22 : Voir Aichi E16A Zuiun.
- AM-23 : Voir Aichi B7A.
- AM-24 : Voir Aichi M6A.

### Désignations opérationnelles
- Aichi B7A Ryusei (Grace) : Biplace de bombardement en piqué et de torpillage.
- Aichi C4A : Projet d'hydravion de reconnaissance.
- Aichi D1A (Susie) : Bombardier en piqué embarqué dérivé du Heinkel HD 66.
- Aichi D3A (Val) : Bombardier embarqué en piqué. 1 495 exemplaires construits.
- Aichi E3A : Hydravion biplace de reconnaissance, en fait le Heinkel HD 56 construit sous licence. 12 exemplaires produits en 1931 comme Hydravion de reconnaissance Type 90 modèle 1.
- Aichi E8A : Hydravion de reconnaissance, 2 prototypes construits. Le Nakajima E8N fut préféré.
- Aichi E10A (Hank) : Biplan monomoteur de reconnaissance triplace. 15 exemplaires construits comme Hydravion de reconnaissance type 96.
- Aichi E11A (Laura) : Hydravion triplace de reconnaissance de nuit dérivé du E10A. 15 exemplaires mis en service par la Marine Impériale comme Hydravion de reconnaissance Type 98.
- Aichi E13A (Jake) : Hydravion triplace catapultable de reconnaissance lointaine. 1 418 exemplaires construits.
- Aichi E16A Zuiun (Paul) : Successeur du E13A, 253 exemplaires construits.
- Aichi F1A : Biplan biplace de reconnaissance à flotteur central. 2 prototypes construits mais le Mitsubishi F1M fut préféré.
- Aichi H9A : Hydravion d'école à coque. 31 exemplaires construits, dont 3 prototypes.
- Aichi M6A : Monomoteur biplace d'attaque embarqué sur sous-marins. 8 prototypes construits et 16 exemplaires de série. A donné aussi naissance à un biplace terrestre dont 2 exemplaires ont été achevés.
- Aichi S1A : Bimoteur de chasse de nuit dont aucun exemplaire ne put être achevé avant la fin de la Seconde Guerre mondiale.

## Moteurs
- AC-1
- AE1A (Atsuta 12)
- AE1P (Atsuta 32)
- Ha-70